# Naevus araneus
Een naevus araneus  of spinnenkop is een huidafwijking op de huid bestaande uit kleine bloedvaatjes die uit een centraal punt, vaak een bultje, komen. De aandoening is onschuldig. Het komt vaker voor bij patiënten met CREST-syndroom of met leverafwijkingen (portale hypertensie), maar bij de meeste mensen is geen oorzaak aanwijsbaar. Tijdens zwangerschap ontstaan soms vele naevi aranei; deze verdwijnen vaak na de zwangerschap.
Behandeling is niet nodig. Het kan geprobeerd worden om het centrale aanvoerende vaatje te coaguleren. Hetzij met elektrocoagulatie, hetzij met een vaatlaser. Hierbij bestaat een klein risico op het ontstaan van een litteken.